# Cena HQ
Cena HQ é um projeto teatral que faz leituras cênicas de histórias em quadrinhos. O projeto Cena HQ foi criado em 2009 pela companhia teatral Vigor Mortis, em parceria com a editora de quadrinhos e produtora cultura Quadrinhofilia. O projeto tem o patrocínio da Caixa Cultural de Curitiba desde sua primeira apresentação, em 2010, quando levou ao palco da HQ Folheteen, de José Aguiar. Normalmente, há uma apresentação por mês, sempre com uma obra diferente. Em 2014, a Cena HQ ganhou o 26º Troféu HQ Mix na categoria "produção em outras linguagens".